# Obična lijeska
Obična lijeska (sivosmeđa lijeska, šumska lijeska, lat. Corylus avellana) jest vrsta lijeske koja raste na područjima Europe i Azije. Obično je to grmolika biljka koja doseže 4 m visine, no kao niže stablo naraste i do 15 m. Biljka je listopadna, a njeni su listovi zaobljeni, dugi 6 – 12 cm i prekriveni malim dlačicama sa svake strane. 
Cvijet se stvara vrlo rano u proljeće, prije lišća. Svaki cvijet može biti muški ili ženski. Muški je cvijet žut i dugačak 5 – 12 cm, a ženski vrlo mali, velikim dijelom skriven u pupoljku, samo s kratkim svijetlo-crvenim laticama (1 – 3 mm) koje izlaze van.
Plod koji se naziva lješnjak je orašasto voće koje sazrijeva u malim grozdovima, oko 1 – 5 komada u svakom. Svaki od njih se nalazi u svojoj "ljusci" sličnoj smotanom listu. Ona pokriva tri četvrtine ploda. Plod je sa svih strana zaobljen, 15 – 25 mm dugačak i 12 – 20 mm širok, žuto-smeđe boje s malo blijeđim urezom na sredini. Kada sazrije, plod ispada iz ljuske, a to je oko 7 – 8 mjeseci poslije oprašivanja. Taj se orašasti plod često koristi u prehrani i kulinarstvu.

## Galerija
- List Corylus avellana
- List Corylus avellana
- Drvo Corylus avellana
- Plodovi u fazi dozrijevanja